# Diplocentrus perezi
Espèce
Diplocentrus perezi est une espèce de scorpions de la famille des Diplocentridae.

## Distribution
Cette espèce est endémique du Veracruz au Mexique. Elle se rencontre à 1 300 m d'altitude sur le San Martín Tuxtla.

## Description
Le mâle holotype mesure 62,2 mm.

## Étymologie
Cette espèce est nommée en l'honneur de Gonzalo Pérez-Higareda.

## Publication originale
- Sissom, 1991 : Diplocentrus perezi, a new species of scorpion from southwestern Mexico (Diplocentridae). Journal of Arachnology, vol. 19, no 2, p. 122-125 (texte intégral).